# His Own Son
His Own Son è un cortometraggio muto del 1908. Il nome del regista non viene riportato nei credit.

## Produzione
Il film fu prodotto dalla Essanay Film Manufacturing Company.

## Distribuzione
Il film - un cortometraggio di una bobina - uscì nelle sale cinematografiche USA il 14 ottobre 1908.